# Maforion

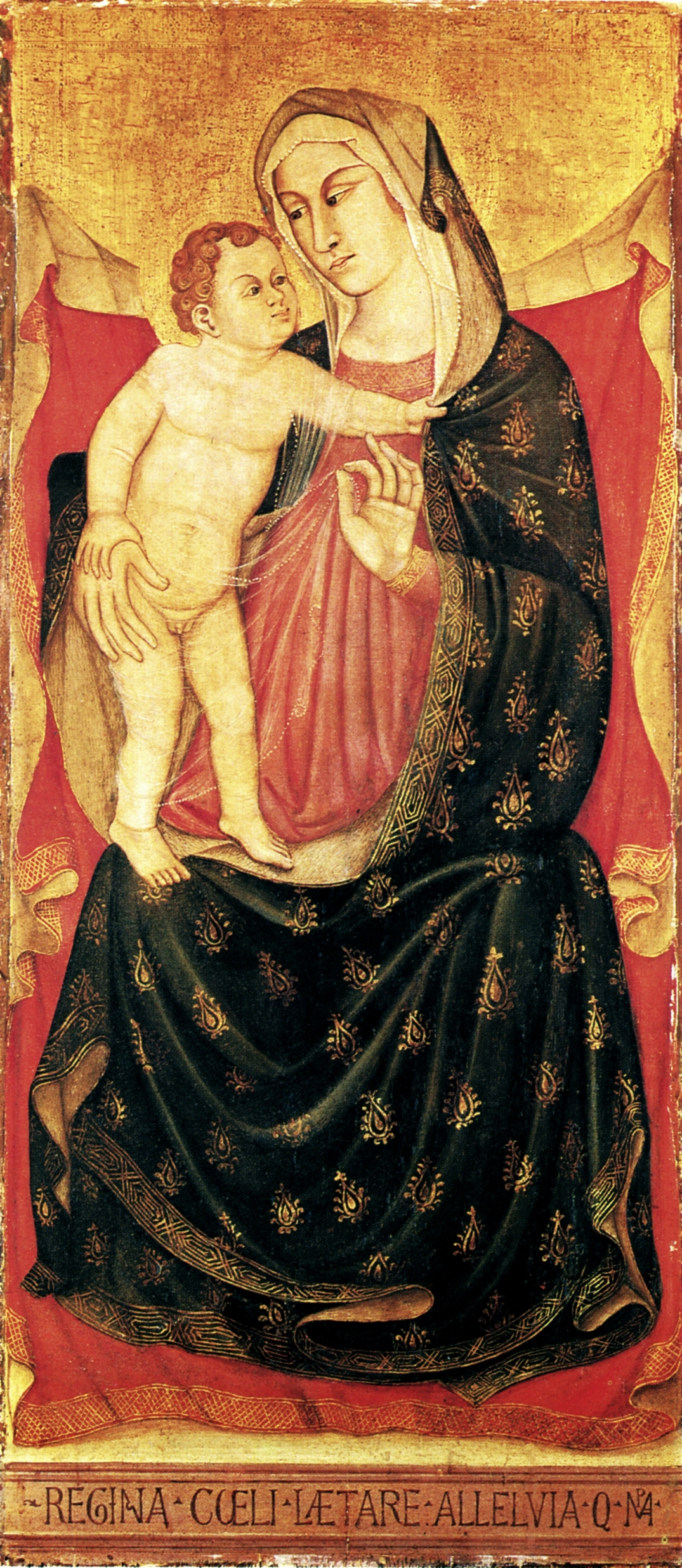
Matka Boża w niebieskim maforionie ozdobionym złotymi liliami.

Maforion, Maphorion (gr. mαφόριον) – wierzchnia szata kobieca, długi szal okrywający całą postać od głowy do stóp. Maforion występuje na ikonach w przedstawieniach Matki Bożej.  
Maforion Bogurodzicy jest jedną z najważniejszych relikwii związanych z kultem Maryi, jako Dziewicy-Opiekunki. Przechowywany był w sanktuarium w Blacherne w Konstantynopolu. Było to największe sanktuarium maryjne w tym mieście wybudowane w V wieku. Jego powstanie było związane ze sprowadzeniem do Konstantynopola szalu Maryi. Przechowywany w sanktuarium maforion symbolizował opiekę Matki Bożej nad Cesarstwem Bizantyńskim. 

## Kolor
Na ikonach Bogurodzica jest przedstawiana w maforionie czerwonym. W takim przypadku płaszcz spodni Maryi jest błękitny. Stosowane są różne odcienie czerwieni: maforion może być jasnoczerwony, czerwony lub ciemny (wiśniowy, purpurowy). Kolor maforionu jest nawiązaniem do koloru zasłony Przybytku w Świątyni Jerozolimskiej, co symbolizuje, że Maryja jest Świętym Miejscem, gdzie dostęp ma tylko Bóg. 
W ikonach spotykane są również przedstawienia z niebieskim maforionem (w różnych odcieniach niebieskiego od błękitu po granatowy), wtedy spodni płaszcz Maryi jest czerwony. 

## Dekoracja i jej symbolika
Maforion jest ozdabiany trzema gwiazdami w kolorze złotym. Jedna z nich umieszczana jest na czole Maryi, dwie na ramionach. Złote gwiazdy symbolizują dziewictwo Maryi (przed, w trakcie i po narodzinach Jezusa). Brzegi maforiona obszyte są kajmą – lamówką symbolizującą chwałę Maryi.